# Imbituva
Imbituva ist ein brasilianisches Munizip in der Mitte des Bundesstaats Paraná. Es hat 29.924 Einwohner (2022), die sich Imbituvenser nennen. Seine Fläche beträgt 757 km². Es liegt 894 Meter über dem Meeresspiegel.

## Etymologie
Der Name kommt aus dem Tupí und bedeutet Ort, an dem viele Lianen wachsen (imbé = Liane, tyba = große Menge, Überfluss). Er stammt von dem Fluss, der in der Nähe der Stadt fließt.

## Geschichte

### Besiedlung
Der historische  Viamão-Weg von Rio Grande do Sul nach São Paulo wurde von Tropeiros benutzt. Die Rastplätze wurden zu Keimzellen der Städte auf den Campos Gerais. Im Jahr 1871 zog Antonio Lourenço aus Faxina (heute: Itapeva) in der Provinz São Paulo mit einigen Gefährten nach Cupim und begann mit dem Bau des Dorfes. Er gilt als der Gründer von Imbituva. Zur Zeit seiner Gründung im Jahr 1871 hieß Imbituva Arraial do Cupim (deutsch: Lager der Termite) was auf eine Besonderheit dieser Raststelle zurückzuführen ist. 
Zu den ersten Bewohnern gesellten sich weitere, zunächst ebenfalls aus São Paulo. Die neue Siedlung erlebte bald den Zuzug deutscher, polnischer und russischer Siedler, die einen bedeutenden Beitrag zu ihrer Entwicklung leisteten. Die deutschen Siedler ließen sich in Richtung der Straße nieder, die später Imbituva mit Guarapuava verbinden sollte. Auch die Italiener erwarben 1896 Land in Cupim und begannen mit der Gründung einer Kolonie.
Die Pfarrgemeinde wurde 1876 gegründet und hatte ihren Sitz in dem Ort Campo do Cupim. Im Jahr 1881 wurde der Ort unter dem Namen Santo Antônio do Imbituva zur vila (Dorf) im Munizip Ponta Grossa erhoben. Im Jahr 1929 wurde es in Imbituva umbenannt.

### Erhebung zum Munizip
Imbituva wurde durch das Staatsgesetz Nr. 938 vom 2. April 1910 aus Ponta Grossa ausgegliedert und unter dem Namen Santo Antônio do Imbituva zur Stadt (cidade) erhoben.

## Geografie

### Fläche und Lage
Imbituva liegt auf dem Segundo Planalto Paranaense (der Zweiten oder Ponta-Grossa-Hochebene von Paraná). Seine Fläche beträgt 757 km². Es liegt auf einer Höhe von 894 Metern.

### Vegetation
Das Biom von Imbituva ist Mata Atlântica.

### Klima
Das Klima ist gemäßigt warm. Es werden hohe Niederschlagsmengen verzeichnet (1474 mm pro Jahr). Die Klimaklassifikation nach Köppen und Geiger lautet Cfb. Im Jahresdurchschnitt liegt die Temperatur bei 18,4 °C.

### Gewässer
Imbituva liegt im Einzugsgebiet des Tibají. Sein linker Nebenfluss Rio Imbituva bildet die östliche Grenze des Munizips. Zu ihm fließen mehrere Bäche durch das Munizipgebiet wie der Rio Imbituvinha oder der Rio Ribeira. 

### Straßen
Imbituva ist über die BR-153 (Transbrasiliana) mit Iratí im Süden verbunden. Die BR-373 (von Ponta Grossa und Prudentópolis) durchquert das Munizipgebiet nördlich des Hauptorts. 

### Nachbarmunizipien
| Ivaí                         | Ipiranga                                    |                 |
| Prudentópolis und Guamiranga | Kompassrose, die auf Nachbargemeinden zeigt |                 |
|                              | Irati und Fernandes Pinheiro                | Teixeira Soares |

## Stadtverwaltung
Bürgermeister: Celso Kubaski, Cidadania (2021–2024)
Vizebürgermeister: Zaqueu Luiz Bobato, Podemos (2021–2024)

## Demografie

### Bevölkerungsentwicklung
| Jahr | Einwohner | Stadt | Land |
| ---- | --------- | ----- | ---- |
| 1900 | 11.527    |       |      |
| 1920 | 12.419    |       |      |
| 1940 | 17.358    | 13 %  | 87 % |
| 1950 | 17.520    | 17 %  | 83 % |
| 1960 | 18.742    | 23 %  | 77 % |
| 1970 | 20.332    | 23 %  | 77 % |
| 1980 | 21.983    | 26 %  | 74 % |
| 1991 | 25.621    | 31 %  | 69 % |
| 2000 | 24.496    | 60 %  | 40 % |
| 2010 | 28.455    | 63 %  | 37 % |
| 2022 | 29.924    |       |      |

Quelle: IBGE (2011) und Volkszählung 2022

### Ethnische Zusammensetzung
| Gruppe * | 1991    | 2000    | 2010    | wer sich als …                                                                   |
| --- | ------- | ------- | ------- | -------------------------------------------------------------------------------- |
| Weiße | 86,2 %  | 88,2 %  | 80,2 %  | weiß bezeichnet                                                                  |
| Schwarze | 1,3 %   | 1,3 %   | 1,7 %   | schwarz bezeichnet                                                               |
| Gelbe | 0,0 %   | 0,1 %   | 0,4 %   | von fernöstlicher Herkunft wie japanisch, chinesisch, koreanisch etc. bezeichnet |
| Braune | 12,5 %  | 10,2 %  | 17,6 %  | braun oder als Mischung aus mehreren Gruppen bezeichnet                          |
| Indigene | 0,0 %   | 0,0 %   | 0,1 %   | Ureinwohner oder Indio bezeichnet                                                |
| ohne Angabe | 0,0 %   | 0,3 %   | 0,0 %   |                                                                                  |
| Gesamt | 100,0 % | 100,0 % | 100,0 % |                                                                                  |
| *) Das IBGE verwendet für Volkszählungen ausschließlich diese fünf Gruppen. Es verzichtet bewusst auf Erläuterungen. Die Zugehörigkeit wird vom Einwohner selbst festgelegt. |         |         |         |                                                                                  |

Quelle: IBGE (Stand: 1991, 2000 und 2010)

## Wirtschaft

### Bekleidungsindustrie
Imbituva ist als industrielles Textilzentrum im Bereich der Strickwaren bekannt. Es gibt etwa 50 Textilbetriebe. Die Strickwarenunternehmen entstanden vor mehr als 25 Jahren. Sie schaffen derzeit mehr als 500 direkte und indirekte Arbeitsplätze. 
Ein weiterer wichtiger Industriezweig ist die Herstellung von Sicherheitsschuhen. Derzeit gibt es zwei Unternehmen in diesem Sektor, die direkt oder indirekt etwa 1500 Menschen beschäftigen. 

### Messe
Ein besonderes Highlight ist die Strickwarenmesse Imbituva (Femai), die vom Strickwarenverband Imbituva immer im April veranstaltet wird und zu der etwa 40 Tausend Menschen kommen. Die Messe findet bereits seit fast 30 Jahren statt.

### Holzverarbeitung
Neben der Industrialisierung und dem Handel mit Textilerzeugnissen basiert die Wirtschaft der Gemeinde Imbituva auf der Holzindustrie. Es werden Möbel und Gebrauchsgegenstände hergestellt. In diesem Bereich sind mehr als 20 % aller Arbeitsplätze der erwerbstätigen Bevölkerung angesiedelt.

### Ziegelherstellung
Etwa 14 Betriebe stellen Produkte aus Ton wie Ziegel und Backsteine für den Hochbau her.

### Landwirtschaft
Der größte Anteil an der Wirtschaftsleistung der Gemeinde entfällt jedoch nach wie vor auf die Landwirtschaft und die Viehzucht. Der Schwerpunkt liegt auf landwirtschaftlichen Erzeugnissen wie Soja, Mais, Bohnen, Tabak und Weizen. Hinzu kommen die Schweinemast und die Rinderhaltung (Rind- und Milchvieh), die Geflügelhaltung (insbesondere Eier) und die Honigproduktion.